# Labioporella dipla
Labioporella dipla är en mossdjursart som beskrevs av Ernst Marcus 1949. Labioporella dipla ingår i släktet Labioporella och familjen Steginoporellidae. Inga underarter finns listade i Catalogue of Life.